# Cyrtauchenius walckenaeri
Cyrtauchenius walckenaeri là một loài nhện trong họ Cyrtaucheniidae. Loài này phân bố ờ het Middellandse Zee-gebied.